# Palais de justice de Douai
Le palais de justice de Douai est un bâtiment du XVIIIe siècle situé place Charles-de-Pollinchove et abritant le palais de justice de Douai.

## Historique
Les bâtiments entourant la première cour sont inscrits au titre des monuments historiques par arrêté du 30 septembre 1959. 
Une extension moderne du palais de justice est construite de 1976 à 1978.

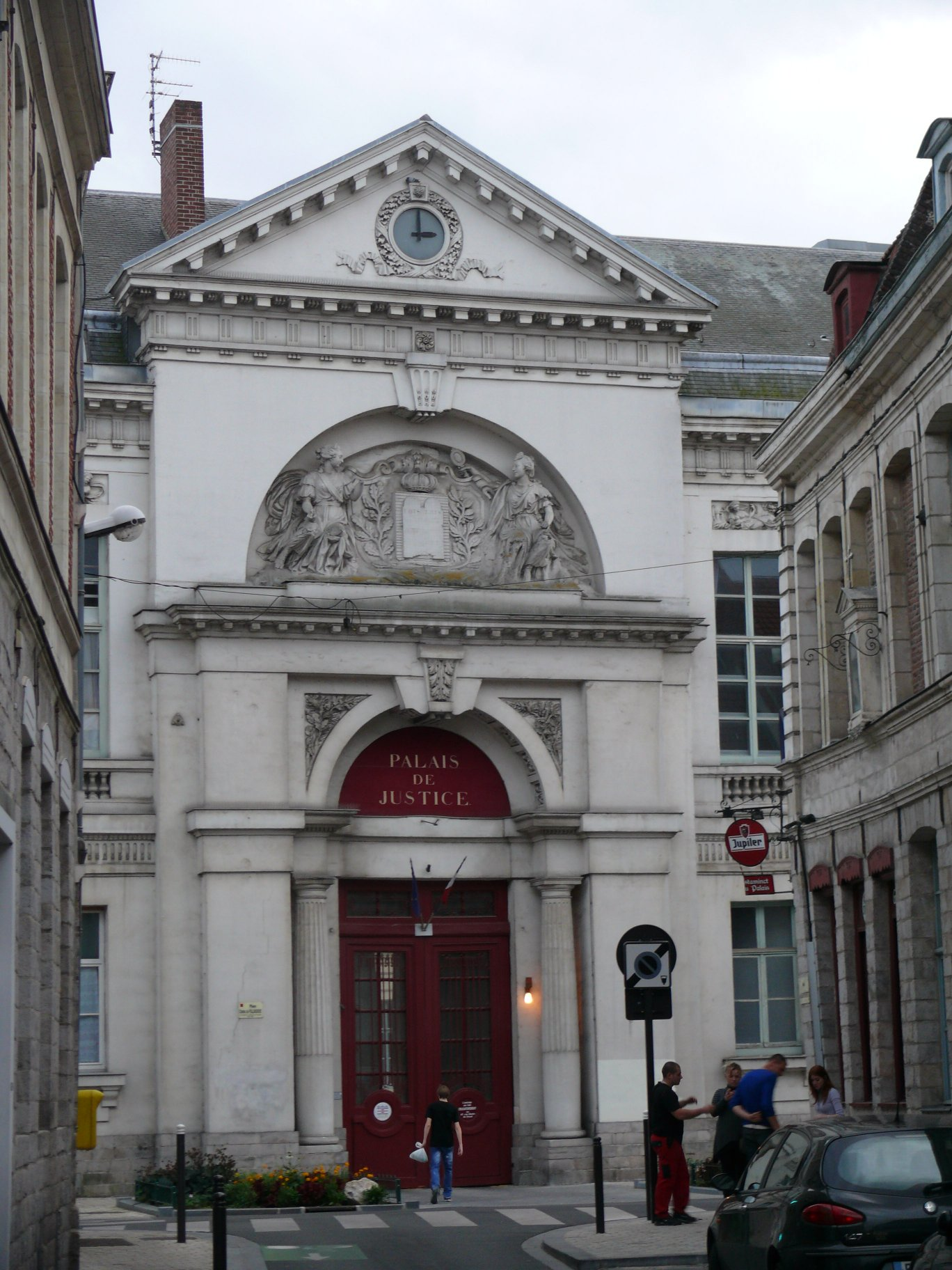
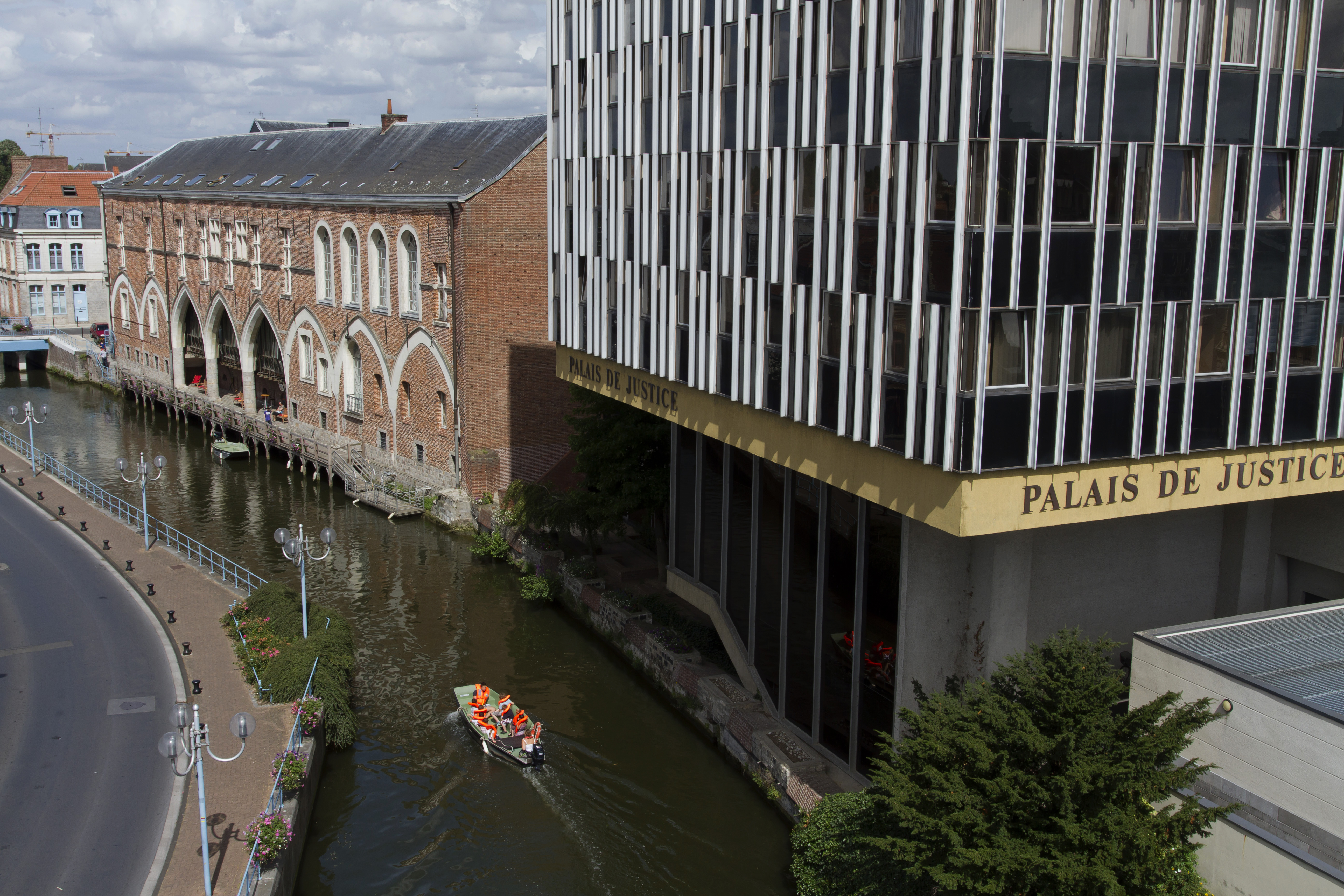
L'ancien et le nouveau palais de justice.
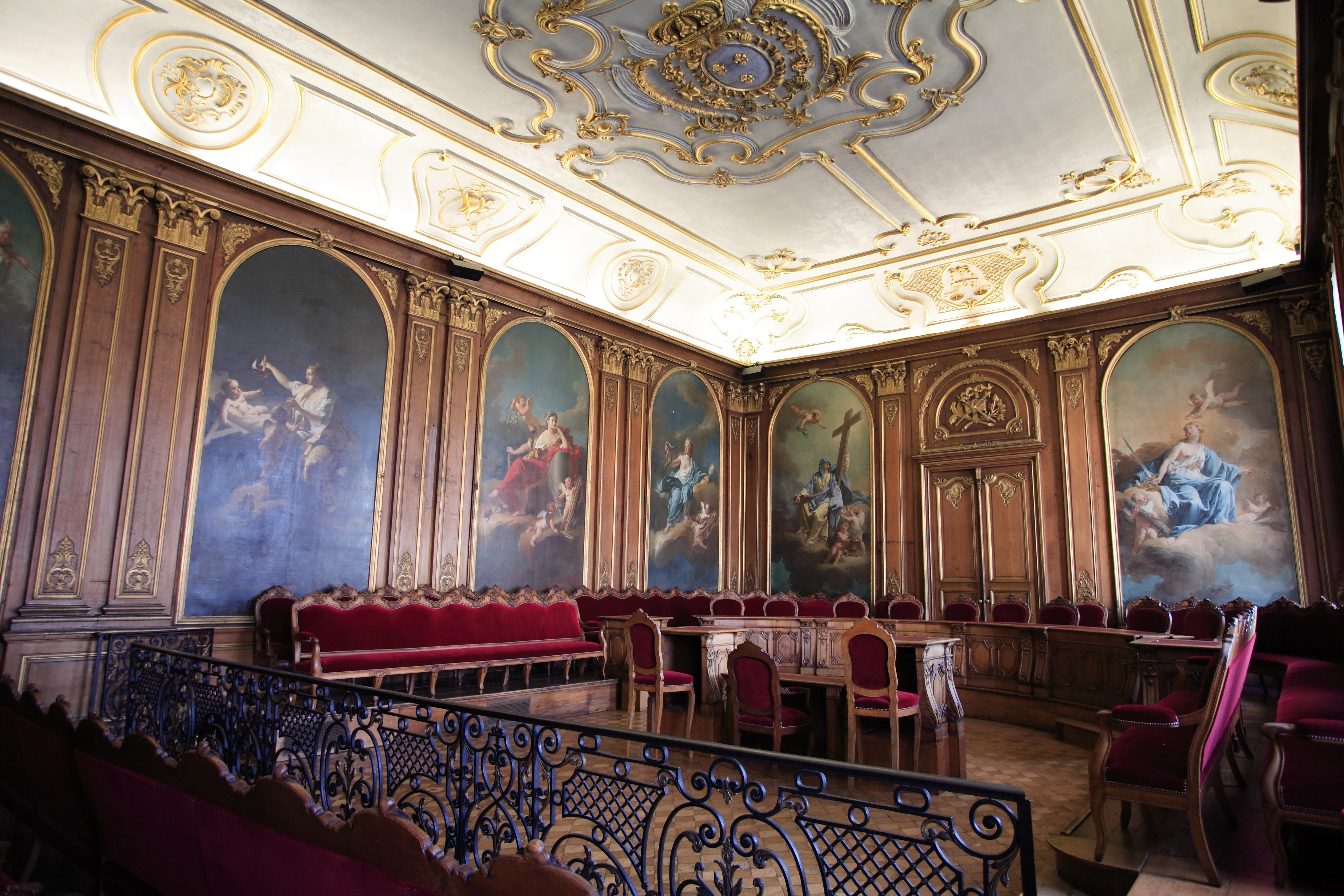
Grand chambre du parlement de Flandres